# Polisaspiranten
Polisaspiranten (engelska 10-8: Officers on Duty) är en amerikansk kriminalserie från 2003-2004. Serien kretsar kring Rico Amonte som är polisaspirant i ett av Los Angeles tuffaste distrikt.

## Rollista (urval)
- Danny Nucci – Deputy Rico Amonte
- Ernie Hudson – Senior Deputy John Henry Barnes
- Travis Schuldt – Deputy Chase Williams
- Christina Vidal – Deputy Gabriela Lopez
- Scott William Winters – Senior Deputy Matt Jablonski
- Miguel Sandoval – Captain Otis Briggs